# بلح النجمي الخطي
البلح النجمي الخطي أو الميتيلوس النجمي الخطي (الاسم العلمي Mytilaster lineatus) هو نوع من بلح البحر، يمتاز بقوقعته السوداء التي تشبه قوقعة جنس الميتيلوس، وتختلف عنها في الحجم والتزيينات، فالحيوان صغير الحجم لا يتجاوز طوله 2-4 سم، ويوجد على الشواطئ في تجمعات طبيعية كثيفة جدًا تزيد على 2000 فرد/ م² على الصخور الشاطئية المغمورة أو التي تتكشف وتغمر يوميًا في فصل الربيع، متشبثة على الصخور بشدة يصعب جدًا اقتلاعها. وتنتشر في المياه الأوروبية، وهي شائعة في اليونان وروسيا وأكرانيا.

## الروابط الخارجية
- Mytilaster lineatus in Sealife Base
- Mytilaster lineatus at EOL
- Mytilaster lineatus at WoRMS
- БИОЦЕНОЗ MYTILASTER LINEATUS В СРЕДНЕМ КАСПИИ